# Sonate pour alto et piano (Glinka)
Pour les articles homonymes, voir Sonate pour alto et piano.
La Sonate pour alto et piano est une composition de musique de chambre de Mikhaïl Glinka. Composée entre 1825 et 1828, elle est publiée en 1932 à Moscou.

## Contexte et création
Mikhaïl Glinka a travaillé l'alto entre 1825 et 1828 et a composé sa Sonate pour alto et piano dans ce cadre là. Il a cherché à retrouver, avec l'alto, la tessiture de la voix de contralto. La partition est publiée en 1932 seulement, par Vadim Borissovski. L'alto y joue un rôle proche de celui que l'on retrouve chez Felix Mendelssohn, dans une sorte de romance sans paroles.

## Analyse de l'œuvre
L'œuvre comprend deux mouvements :
1. Allegro moderato
2. Larghetto ma non troppo

La durée d'exécution est d'environ dix-sept minutes.

## Analyse
Les deux mouvements, de caractère plutôt mélancolique, mêlent l'esprit de la romance russe de la cour impériale à un sentimentalisme plus occidental.